# Albino Pierro
Albino Pierro (Tursi, 19 novembre 1916 – Roma, 23 marzo 1995) è stato un poeta italiano.
È noto per la sua svolta dialettale . Gli hanno dedicato importanti studi critici autori come Gianfranco Contini e Gianfranco Folena. Le sue opere sono pubblicate in inglese, francese, persiano, portoghese, spagnolo, rumeno, arabo, neogreco, olandese e svedese.

## Biografia
(Albino Pierro,  'A terra d'u ricorde )
Nacque a Tursi in provincia di Matera. Ebbe un'infanzia molto travagliata, la morte prematura della mamma gli lasciò una grande ferita:
(Albino Pierro, 'A terra d'u ricorde)
ma allo stesso tempo gli fece amare ancora di più i luoghi in cui era nato, la sua casa, chiamata volgarmente pahàzze (palazzo) e il suo rione, la Rabatana:
| «[..] Ma ié le vògghie bbéne 'a Ravatène / cc'amore ca c'è morta mamma méie: / le purtàrene ianca supr' 'a sègge / cchi mmi nd'i fasce com'a na Maronne / cc'u Bambinèlle mbrazze. / Chi le sàpete u tempe ch'è passète... / e nun tòrnete ancore a lu pahàzze.» (Albino Pierro, 'A Ravatène ) | «[..] Ma io voglio bene alla Rabatana / perché c'è morta la mamma mia: / la portarono bianca sopra la sedia / con me nelle fasce come una Madonna / col Bambinello in braccio. / Chi lo sa il tempo che è passato... / e non ritorna ancora al palazzo.» (Albino Pierro, La Rabatana ) |

La sua infanzia è stata caratterizzata anche da una malattia alla vista che spesso lo costringeva a vivere le giornate nel buio della propria camera:
| «Quanne i'ére zinne / àgghie stète arrasète int'i càmmre / e a scure ll'occhiecèlle / mi pungicàine russe cumigghiète / d'ardìgue. / Dicìne nd'u paìse / ca m'avìj' 'a cichè.[..]» (Albino Pierro, Quanne i'ére zinne) | «Quando ero bambino / me ne stavo negli angoli delle stanze / e al buio gli occhietti / mi pungevano, rossi (e come) coperti di ortica. / Dicevano nel paese / che sarei diventato cieco.[..]» (Albino Pierro, Quando ero bambino ) |

Da adolescente, dopo un periodo di frequenti spostamenti nel quale attraversò numerose città, tra cui: Taranto, Salerno, Sulmona, Udine e Novara, si stabilì definitivamente, nel 1939, a Roma.
Laureato nel 1944 in filosofia, nel 1946 iniziò la sua carriera di letterato pubblicando varie raccolte in italiano, finché nel 1959 con 'A terra d'u ricorde iniziò la sua produzione in dialetto tursitano. Da allora egli non si staccò più dall'idioma della sua terra natia, nel quale la critica militante riscontrò le suggestioni più profonde delle lingue romanze, grazie alle risorse foniche e simboliche che tale idioma possiede. Attraverso un attento e continuo lavoro formale e metrico, Pierro riuscì a ricreare con il dialetto, le suggestive atmosfere legate al ricordo della sua infanzia le quali fecero ritornare in lui molti rimorsi che contribuivano ad alimentare quel dolore interno dovuto alla lontananza dalla sua terra.
| «[..] Com'agghi' 'a fé, Maronna mèie, / com'agghi' 'a fé? / L' agghie lassète u paise / ca mi davìte u rispire d'u céhe, / e mò, nda sta citète, / mi sbàttene nd'u musse schitt'i mure, / m'abbrucuuìne i cose e tanta grire / com'a na virminère.[..]» (Albino Pierro, Le porte scritte nfàcce ) | «[..] Come debbo fare. Madonna mia, / come debbo fare? / Ho lasciato il paese / che mi dava il respiro del cielo, / ed ora, in questa città, / mi sbattono sul muso solo i muri, / mi infestano le cose e tante grida, / come un vermicaio.[..]» (Albino Pierro, Lo porto scritto in faccia ) |

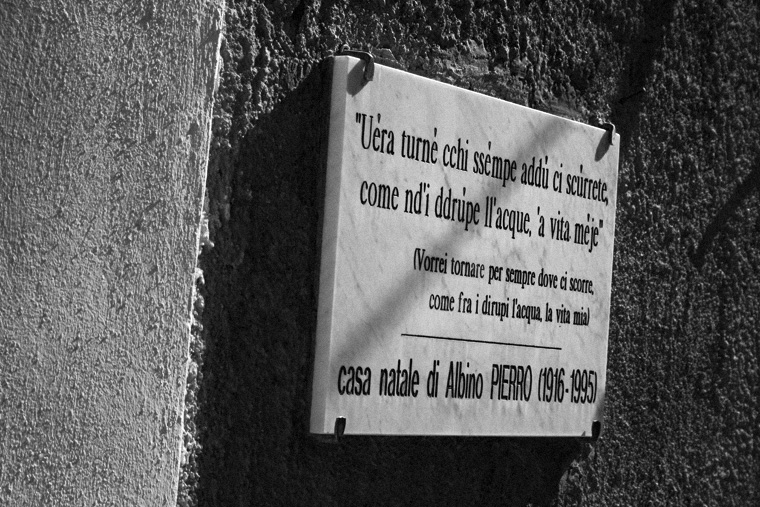
Targa sul palazzo Pierro.

Nel 1976 ha vinto il "premio Carducci" per la poesia. Nel 1986 e nel 1988 fu vicino alla vittoria del Premio Nobel per la Letteratura, infatti in entrambi i casi arrivò secondo. Essendo stato riconosciuto un grande poeta anche all'estero, nel 1985, venne invitato dall'Università di Stoccolma ad una lettura di poesie. Ricevette nel 1992 la laurea honoris causa dall'Università della Basilicata. Nel 1993 la Normale di Pisa organizzò un incontro con il poeta.
Il 23 marzo 1996, ad un anno esatto dalla scomparsa, il Consiglio Comunale, ha proclamato Tursi "Città di Pierro" e intitolato a lui l'Istituto Comprensivo di scuola Materna, Elementare e Media. Al Comune di Tursi ha donato il suo palazzo con la biblioteca contenente migliaia di libri, in cui attualmente è sede il parco letterario.
Tra la fine degli anni Trenta e la metà degli anni Cinquanta collaborò con le riviste Rassegna Nazionale ed il Balilla. Tra le sue opere ricordiamo, oltre a 'A terra d'u ricorde del 1960, I'nnammurète e Metaponto entrambe del 1963, ma ristampate nel 1966 in un unico volume. Quindi Com'agghi'a fè del 1977, Ci uéra turnè del 1982,  Si pò 'nu jurne del 1983, Un pianto nascosto del 1986. Nel 1992 esce Nun c'è pizze di munne che costituisce l'apice della sua lirica in dialetto tursitano.

## Omaggi
- Negli anni 2010 il comune di Potenza gli ha intitolato una spaziosa piazza, nella quale è stato realizzato anche un parco.

## Opere

### Opere in italiano
- Liriche, Palatina, Roma 1946
- Nuove Liriche, Danesi in via Margutta, Roma 1949
- Mia madre passava, Fratelli Palombi, Roma 1956
- Il transito del vento, Dell'Arco, Roma 1957
- Poesie, Roma, 1958
- Il mio villaggio, Cappelli, Bologna 1959
- Agavi e Sassi, Dell'Arco, Roma 1960
- Appuntamento, Editori Laterza, Bari 1967
- Incontro a Tursi. Lettere di Betocchi a Pierro, poesie, testi critici vari, introduzione di Emerico Giachery, Editori Laterza, Bari 1973
- Tutte le poesie, edizione critica a cura di Pasquale Stoppelli, Salerno Editrice, Roma 2012.

### Opere in dialetto lucano
- 'A terra d'u ricorde, Il Nuovo Belli, Roma 1960
  - (FR)  La terre du souvenir, tradotto da Madeleine Santschi, Scheiwiller, Milano 1972.
- Metaponte, Il Nuovo Cracas, Roma 1960
  - Metaponto, Editori Laterza, Bari 1966
  - (FR)  Metaponto, tradotto da M. Santschi,  Milano 1972
  - Metaponto, Garzanti, Milano 1982
  - (FR) Métaponte, traduzione di Philippe Guérin, note di Gina Labriola, La Différence, [S. l.] 1996
- I'nnammurète, Editori Laterza, Bari 1963
  - (FR)  Les amoreaux, tradotto da M. Sanschti,  Milano 1971.
- Nd'u piccicarelle di Turse, Editori Laterza, Bari 1967
- Eccò 'a morte?, Editori Laterza, Bari 1969
- Famme dorme, Scheiwiller, Milano 1971
  - (FR)  Lasse-moi dormir, tradotto da M. Sanschti e note d'Antonio Pizzuto, Milano 1977.
- Curtelle a lu sòue, Editori Laterza, Bari 1973
  - (FR)  Couteaux au soleil, tradotto da M. Santschi, Milano 1977.
- Nu belle fatte, Mondadori, Milano 1975
  - (EN)  A beautiful Story, traduzione di E. Farnsworth, introduzione di Gianfranco Folena, Milano 1976.
  - (FR)  Une belle historie, tradotto da M. Santschi, Scheiwiller, Milano 1977.
- Com'agghi' 'a fe?, Edizioni 32, Milano 1977
  - (FR)  Comm'agghì‘a fè, tradotto da M. Santschi, Milano 1975.
- Sti mascre, L'Arco Ed.d'Arte, Roma 1980
- Dieci poesie inedite in dialetto tursitano, Pacini, Lucca 1981
- Poesie inedite in omaggio a Pierro, Lacaita, Manduria 1982
- Ci uéra turnè, Ed.del Girasole, Ravenna 1982
- Si pò nu jurne, Gruppo Forma, Torino 1983
- Poesie tursitane, Ed.del Leone, Venezia 1985
- Tante ca pàrete notte, Manni, Galatina 1986
- Un pianto nascosto, Einaudi, Torino 1986
- Nun c'è pizze di munne, Mondadori, Milano 1992
- Tutte le poesie. Edizione critica secondo le stampe, tomo II. Poesie in dialetto, a cura di P. Stoppelli, Roma, 2012.

### Videografia
- Documentario Albino Pierro. Inchiesta su un poeta, realizzato da Maria Luisa Forenza, durata 51 minuti, trasmesso su RAI 1 il 22 gennaio 2007

### Programmi Radiofonici
- Programma radiofonico "Verba volant, la poesia sulle ali..." in onda su Radio tre Basilicata il 4 aprile del 1989: lettore Pasquale Cassavia.

### Critica
- Cesare Vico Lodovici, Pierro, Roma, Dell'Arco, 1958.
- Ottaviano Giannangeli, Il mio villaggio, in "Dimensioni", a. III, n. 3-4, maggio-agosto 1959.
- G. Savarese, La lirica tursitana di Albino Pierro, Roma, Il Nuovo Cracas, 1966.
- M. Zangara, La poesia in dialetto di Albino Pierro, Roma, Il Nuovo Cracas, 1966.
- W. Mauro, Albino Pierro poeta lucano, in "Realtà del Mezzogiorno", n. 6, 1969.
- AA.VV., Testimonianze su Pierro, Bari, Laterza, 1969.
- Giuliano Manacorda, Albino Pierro, in "Nostro Tempo", luglio 1965 (poi in Vent'anni di pazienza, La Nuova Italia, Firenze, 1972)
- Aldo Rossi, Albino Pierro, in "Belfagor", 31 luglio 1978
- Pier Vincenzo Mengaldo, Poeti italiani del Novecento, Milano, Mondadori, 1978.
- Giuseppe Jovine, Meridionalità e magia nella poesia di Albino Pierro, in "Critica letteraria", n. 22, 1979
- Antonio Piromalli, Albino Pierro: dialetto e poesia, Cassino, Garigliano, 1979
- AA.VV., Omaggio a Pierro, Manduria, Lacaita, 1982.
- Francesco Zambon, Albino Pierro, in "Dizionario critico della letteratura italiana", Utet, Torino, 1986.
- Jean-Charles Vegliante, "Poésie d'Albino Pierro", Les Langues Néo-Latines 257, 1986, p. 129-33.
- Franco Brevini, Albino Pierro, in "Poeti dialettali del Novecento", Torino, Einaudi, 1987.
- Emerico Giachery, L'interprete al poeta. Lettere ad Albino Pierro, Venova, Osanna, 1987.
- G. Delia, Metaponto e dintorni. Avviamento allo studio di Albino Pierro, Castrovillari, Il Coscile, 1990.
- L. D'Amato, Le parole ritrovate. Una lettura di Albino Pierro, Venosa, Osanna, 1993.
- Rocco Brancati, Ritratto di poeta - Albino Pierro - Intrigo a Stoccolma, Napoli, RCE, 1999.
- Emerico Giachery, Albino Pierro grande lirico, Torino, Genesi, 2003.
- Franco Trifuoggi, Poesia e fede in Albino Pierro, Napoli, Albatros, 2010.
- Vincenzo Tisano, Concordanze lemmatizzate delle poesie in dialetto tursitano di Albino Pierro, 2 voll., Pisa, Servizio editoriale universitario, 1985.